# Andreas Räss

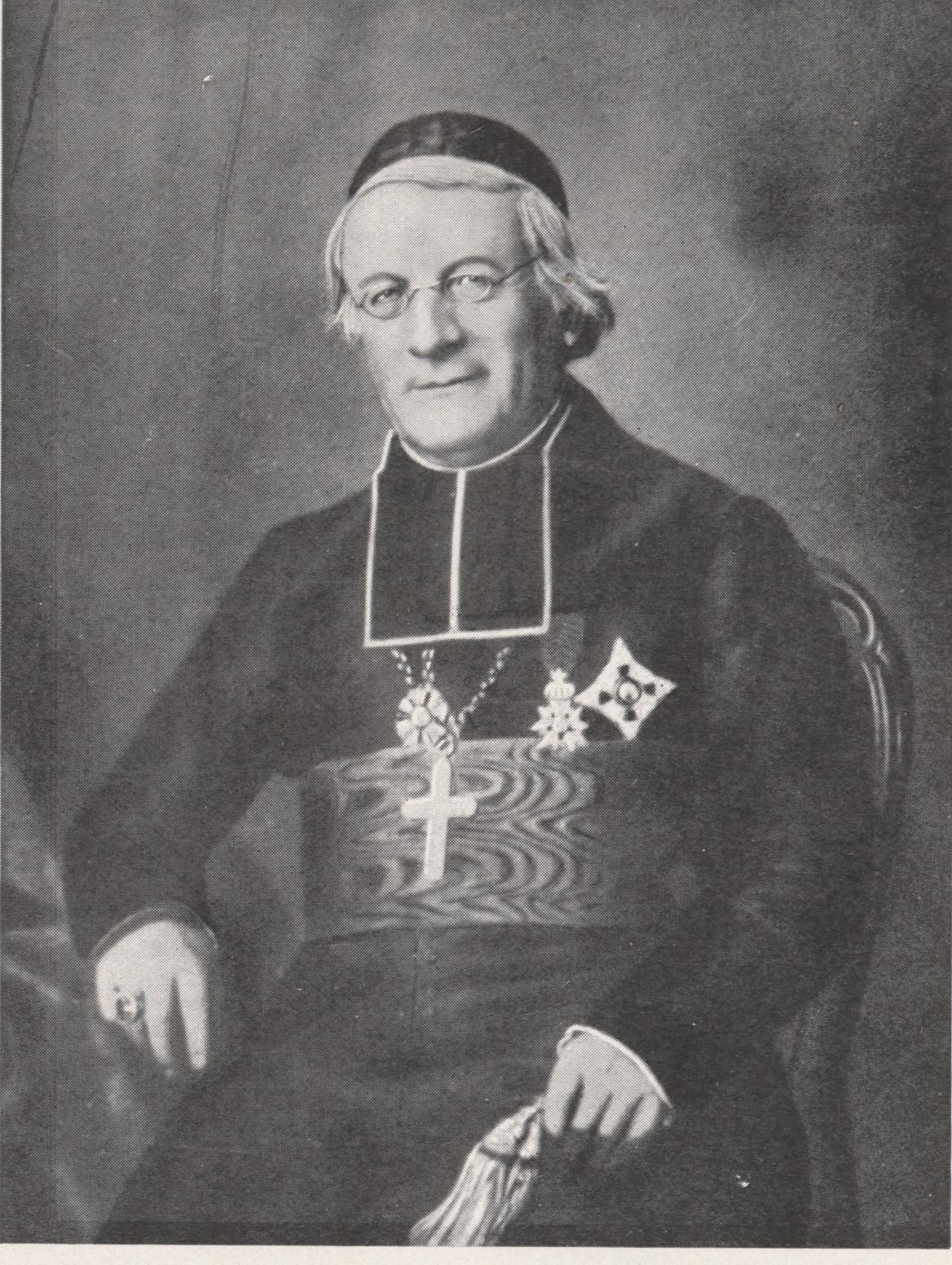
Andreas Räss

Andreas Räss (Sigolsheim, Elzász, 1794. április 6. – Strasbourg, 1887. november 17.) német egyházi író, püspök.

## Élete
Liebermann hires katolikus teológus tanítványa volt Mainzban. Tanulmányai befejeztével pappá szentelték, majd 1830-ban a strasbourgi szeminárium elöljárója, később münsteri kanonok lett. 1842-ben ugyanott püspök, miután már 1840. február 14-étől elődjének koadjutora volt. Részt vett a vatikáni zsinaton. A német birodalmi gyülésen az ellenzék tagja volt. 1881-ben nyugalomba vonult. Fő műve: Die Konvertiten seit der Reformation (12 kötet, Freiburg, 1866-75). Barátjával Weiss speieri püspökkel kiadta: Leben der Väter und Märtyrer (25 kötet, Mainz, 1823-27). Megalapította 1821-ben a Der Katholik című folyóiratot.